# Caroline Divines

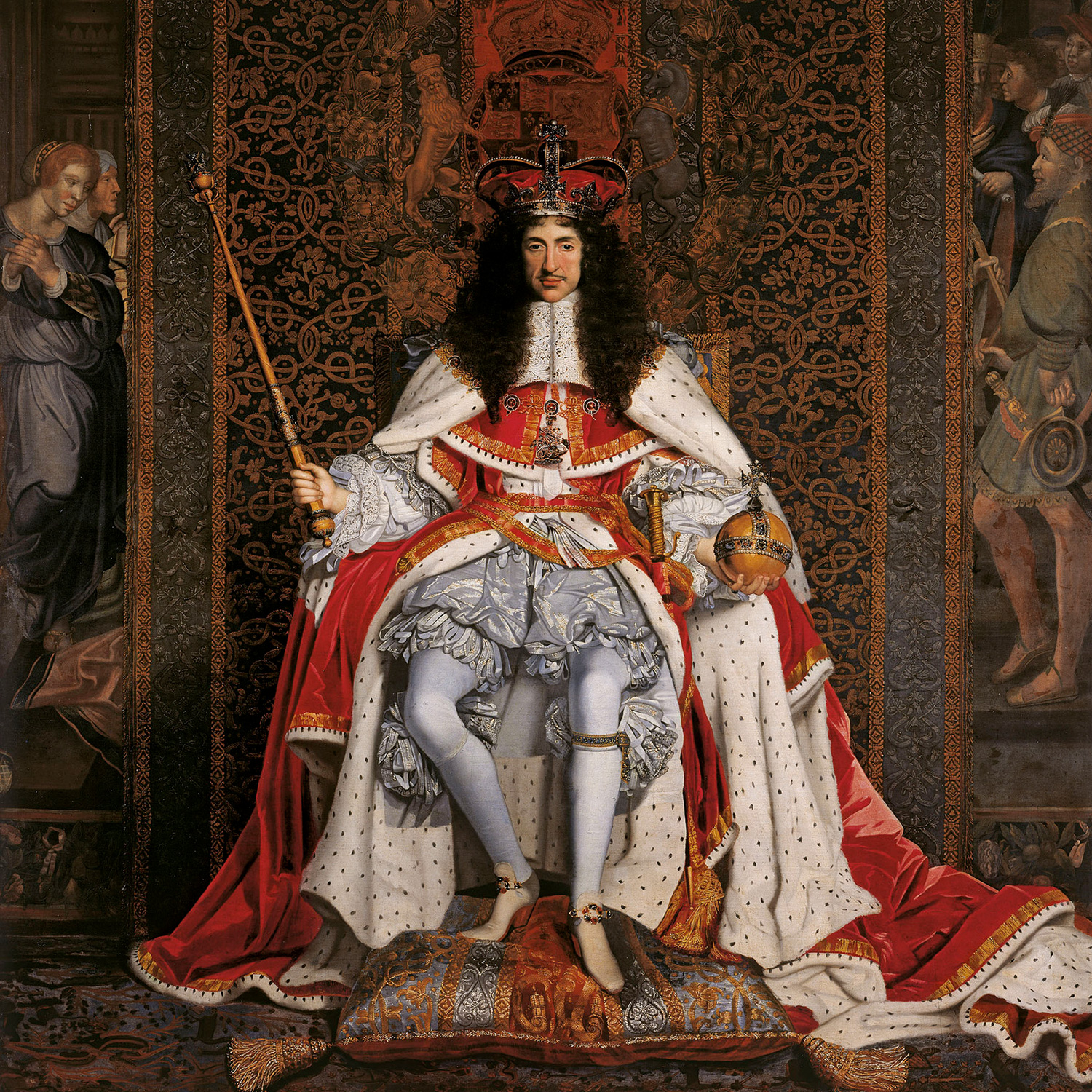
Carlos II foi restaurado como rei da Inglaterra em 1660.

Os Caroline divines foram teólogos influentes e escritores da Igreja Anglicana que viveram durante os reinados do rei Carlos I e, após a Restauração o Rei Carlos II (latim: Carolus). Não há uma lista oficial de caroline divines; eles são definidos pela época em que viveram, e Caroline Divines veio da Inglaterra, Irlanda, Escócia e País de Gales. No entanto, dessas quatro nações, a era carolina inglesa é mais comumente considerada como ter fomentado uma era de ouro da bolsa anglicana e da escrita devocional, apesar da perturbação sociocultural da guerra civil, regicida e do regime militar sob Oliver Cromwell. É importante ressaltar que o termo divino não se restringe nem aos santos canonizados nem às figuras anglicanas, mas é usado por muitos escritores e pensadores na igreja cristã mais ampla.

## Teologia e perspectiva
O corpus produzido pelos divinos Caroline é diverso. O que eles têm em comum é um compromisso com a fé transmitida pelas Escrituras e pelo Livro de Oração Comum, assim, em relação à oração e teologia de uma maneira semelhante à dos Pais Apostólicos e outros escritores cristãos posteriores. No geral, as Caroline Divines veem a mídia via anglicanismo não como um compromisso, mas "uma posição positiva, testemunhando a universalidade de Deus e do reino de Deus trabalhando através da falível e terrena eclesia Anglicana"  Esses teólogos consideraram as Escrituras como autoritária sem questões relativas à salvação, embora também se basearam na tradição e na razão, esta última sob a forma de lógica dedutiva e a primeira com especial referência aos Pais da Igreja. Politicamente, os Caroline Divines eram monarquistas, mas principalmente de um constitucional, em vez de absolutista, dobrado.
Sua promoção de cerimonial mais elaborado e sua valorização da beleza visual na arte e arquitetura da igreja foi várias apenas rotulada como "papista", "romanistas", ou "arminianos" por seus oponentes puritanos. Tais enfeites, no entanto, não eram apenas parte integrante de sua espiritualidade, mas eram vistos pelas Carolines como combate ao apelo do catolicismo romano. E, ao contrário da acusação puritana, a ênfase na beleza não tinha nada a ver com a influência "arminiana".Em vez de enfrentar uma escolha entre um puritanismo austero ou um cerimonial romano elaborado, os caroline divines presentearam seus compatriotas com uma mídia na qual eles poderiam permanecer dentro da igreja estabelecida e também participar de antigas formas de religião.

## Expoentes proeminentes
Dentro da tradição anglicana, houve certos escritores teológicos cujas obras foram consideradas padrões de fé, doutrina, adoração e espiritualidade. Estes são frequentemente comemorados em festas menores da Igreja, e suas obras são frequentemente antologizadas. Entre os caroline divines do século XVII, os seguintes são proeminentes.

### Rei Carlos, o Mártir
O rei Carlos I (19 de novembro de 1600 - 30 de janeiro de 1649) incentivou a renovação litúrgica e a publicação de escritos devocionais durante seu reinado. O trabalho devocional mais popular na Inglaterra do século XVII foi o autobiográfico eikon Basilike (A Imagem Real), que foi traduzido para numerosas línguas europeias. Ele defendeu atividades recreativas populares através de sua republicação do Livro dos Esportes em 1633, que foi originalmente promulgado por seu pai, o rei James I,em 1617. Carlos I também se posicionou contra o avanço da teologia predestinada extrema na Igreja da Inglaterra, principalmente através de sua Declaração sobre os Artigos da Religião (1628). Quando o Livro de Oração Comum foi revisado em 1662, esta declaração foi permanentemente afixada como prefácio dos Artigos de Religião. Como seus antecessores e sucessores, Carlos I foi dito ter o toque real, que ele praticou durante sua vida, e histórias milagrosas foram atribuídas às relíquias do rei após sua morte. Carlos I foi canonizado pela Igreja da Inglaterra como rei Carlos, o Mártir, o primeiro santo anglicano, e colocado como tal no Calendário dos Santos de 1662. No entanto, 30 de janeiro, a data de seu martírio, não foi denotada como uma festa, mas como um jejum destinado à reflexão anual e ao arrependimento.

### Lancelot Andrewes
Lancelot Andrewes (1555 - 25 de setembro de 1626) foi um sacerdote e estudioso inglês, que ocupou altos cargos na Igreja da Inglaterra durante os reinados da Rainha Elizabeth I e do Rei James I. Ele foi o pai espiritual de Carlos I. Durante o reinado do rei Jaime I, Andrewes serviu como Bispo de Chichester e supervisionou a tradução da Versão Autorizada (ou Versão do Rei James) da Bíblia. Na Igreja da Inglaterra ele é comemorado em 25 de setembro com um Festival Menor. Seu trabalho mais popular provou ser seu Preces Privatae ou Orações Privadas, que foi publicado postumamente e tem permanecido impresso desde o interesse renovado em Andrewes desenvolvido no século XIX. Seus noventa e seis sermões foram ocasionalmente reimpressos e são considerados entre os sermões mais retoricamente desenvolvidos e polidos do final do século XVI e início do século XVII. Por causa disso, Andrewes foi comemorado por grandes nomes literários como T. S. Eliot.

### John Cosin
John Cosin (30 de novembro de 1594 - 15 de janeiro de 1672) foi um sacerdote, bispo e teólogo inglês. Cosin foi eleito Mestre de Peterhouse, Cambridge em 1634, sucedendo Matthew Wren, e condecorou a capela lá de acordo com os princípios da Alta Igreja. Entre seus escritos (a maioria dos quais foram publicados postumamente) estão uma Historia Transubstantiationis Papalis (1675), Notas e Coleções sobre o Livro de Oração Comum (1710) e Uma História Escolástica do Cânone da Santa Escritura (1657). Uma edição coletuesca de suas obras, formando 5 vols da Biblioteca de Teologia Anglo-Católica, com sede em Oxford, foi publicada entre 1843 e 1855; e sua Correspondência (2 vols) foi editada por George Ornsby para a Sociedade Surtees (1868-1870). O trabalho mais importante de Cosin foi sua Coleção de Devoções Privadas, que foi publicada em 1627 a mando do rei Carlos I. Fez uso de fontes patrísticas, material devocional elizabethano, e composições próprias de Cosin. Este foi o primeiro trabalho de escrita devocional realmente autorizada desde o reinado de Elizabeth I e foi imensamente popular no século XVII. Cosin foi exilado em Paris durante a Comunidade, mas foi feito Bispo de Durham na Restauração em 1660, um cargo que ocupou até sua morte.

### Thomas Ken
Thomas Ken (julho de 1637 - 19 de março de 1711), sacerdote inglês, foi o mais eminente dos bispos ingleses ''não-juring'', e um dos pais da hinologia inglesa moderna. Seus Três Hinos (1700) contém a versão original do hino "Louvado Seja Deus de quem todas as bênçãos fluem", que continua a ser cantada durante as ofertórios ao redor do mundo, especialmente nas igrejas anglicanas. Ken mais tarde deixou a Igreja da Inglaterra durante o cisma nonjuring, que se desenvolveu em resposta à invasão da Inglaterra pelo príncipe holandês Guilherme III. No entanto, como um Não-Júri, Ken permaneceu profundamente ligado à tradição anglicana. Os não-jurisditores não abandonaram o anglicanismo, mas mantiveram lealdade ao exilado rei Jaime II da Inglaterra. A contrapartida política para o cisma não-peritritor foi o jacobitismo. Ambos terminaram na segunda metade do século XVIII com a morte de Charles Edward Stuart, o último stuart requerente ao trono. A escrita litúrgica, teológica e devocional não perspicaz provou ter um impacto considerável sobre a tradição anglicana, em parte devido à influência do Movimento Oxford do século XIX.

### William Laud

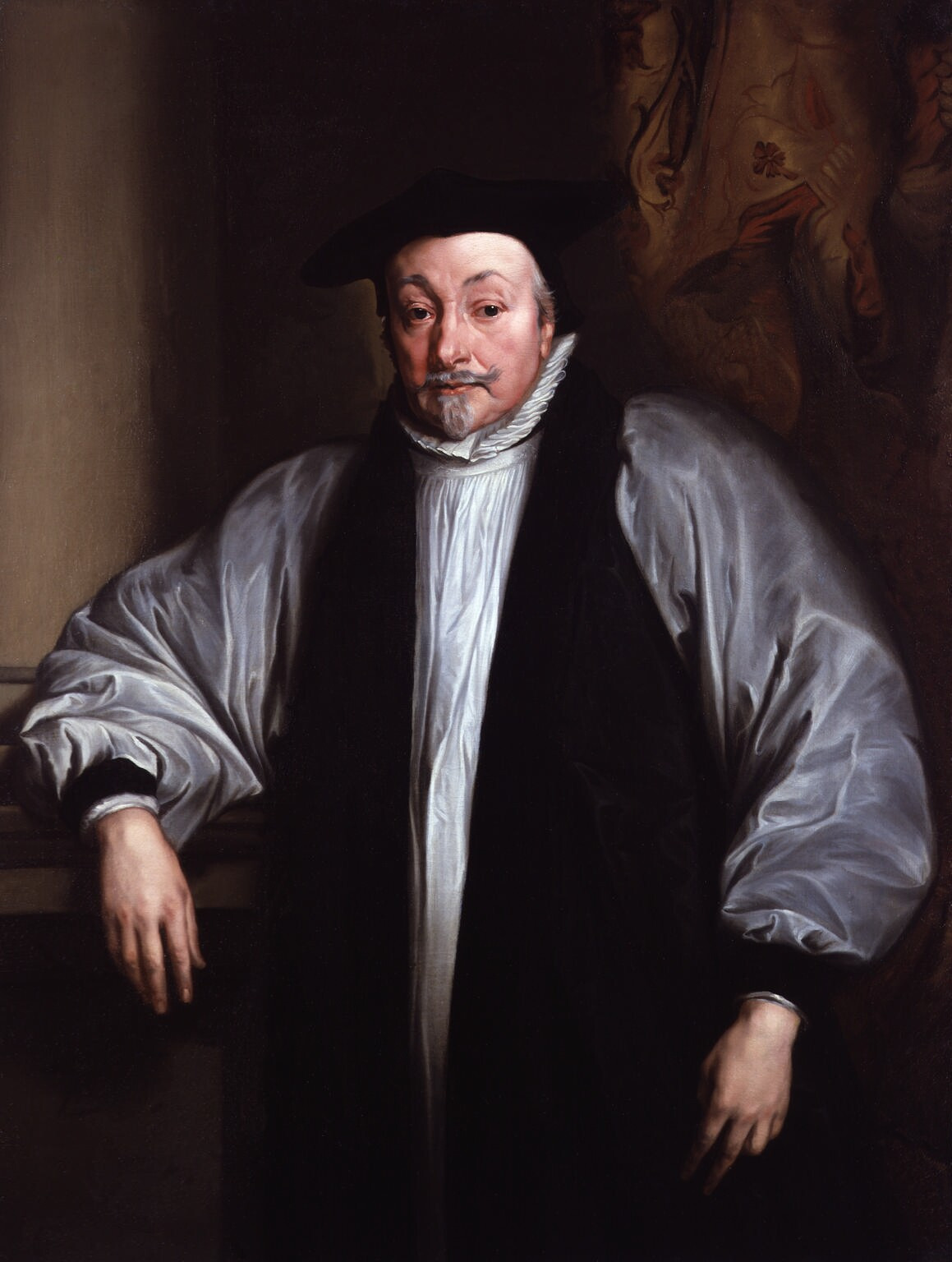
William Laud.

O arcebispo William Laud (7 de outubro de 1573 - 10 de janeiro de 1645) foi arcebispo da Cantuária e fervoroso defensor do rei Carlos I da Inglaterra. Laud era um inglês anglicano sincero e leal, que deve ter ficado frustrado com as acusações de papismo contra ele pelos puritanos na Igreja. A política agressiva da igreja de Laud foi vista por muitos como um desenvolvimento sinistro. Ele foi culpado pela introdução do Livro de Oração Comum de 1637 na Escócia, embora uma política semelhante tenha se originado com o rei Jaime I. A Conferência de Laud com Fisher, o Jesuite, é uma obra clássica de apologéticos anglicanos e foi chamada de "uma das últimas grandes obras de divindade escolar". Como Andrewes, as Devoções Privadas de Laud foram impressas postumamente, embora nunca tenham sido tão populares quanto as de Andrewes.
Suas opiniões em relação aos presbiterianos estenderam-se à Escócia, onde levou ao movimento Covenanter e às Guerras dos Bispos. O Longo Parlamento de 1640 o acusou de traição, resultando em sua prisão na Torre de Londres. Na primavera de 1644, ele foi levado a julgamento, que terminou sem ser capaz de chegar a um veredicto. O Parlamento assumiu a questão, e eventualmente ele foi decapitado em 10 de janeiro de 1645 em Tower Hill, apesar de ter sido concedido um perdão real.

### Thomas Sprat
Thomas Sprat (1635 - 20 de maio de 1713) foi um sacerdote inglês. Tendo tomado ordens, tornou-se um pré-dobrador da Catedral de Lincoln em 1660. No ano anterior, ele ganhou uma reputação por seu poema To the Happie Memory do mais renomado Príncipe Oliver, Lord Protector (Londres, 1659), e depois foi conhecido como sagacidade, pregador e homem de letras.
Suas principais obras em prosa são as Observações sobre a Viagem de Monsieur de Sorbier à Inglaterra (Londres, 1665), uma resposta satírica às restrições aos ingleses no livro de Samuel de Sorbièresobre esse nome, e uma História da Sociedade Real de Londres (Londres, 1667), que Sprat ajudou a fundar. A História da Sociedade Real elabora os propósitos científicos da academia e descreve algumas das restrições da escrita científica que estabelecem os padrões modernos de clareza e concisão. O trabalho também contém defesas teológicas do estudo científico.

### Jeremy Taylor
Jeremy Taylor (1613 - 13 de agosto de 1667) foi um sacerdote da Igreja da Inglaterra que alcançou fama como autor durante O Protetorado de Oliver Cromwell. Ele é às vezes conhecido como o "Shakespeare dos Divinos" por seu estilo poético de escrita.
Taylor foi educado na Perse School, Cambridge antes de ir para Gonville e Caius College, em Cambridge, onde se formou em 1626. Ele estava sob o patrocínio de William Laud, Arcebispo de Cantuária. Ele tornou-se capelão em comum ao Rei Carlos I como resultado do patrocínio de Laud. Isso o tornou politicamente suspeito quando Laud foi julgado por traição e executado em 1645 pelo Parlamento puritano durante a Guerra Civil Inglesa. Após a vitória parlamentar sobre o Rei, ele foi brevemente preso várias vezes.
Eventualmente, ele foi autorizado a se aposentar no País de Gales, onde se tornou o capelão privado do Conde de Carbery. Após a Restauração, sua estrela política estava em ascensão, e ele foi feito Bispo de Down e Connor na Irlanda. Ele também foi vice-chanceler da Universidade de Dublin.

### Herbert Thorndike
Herbert Thorndike (1598 - 1672) foi canon da Abadia de Westminster. Ele também foi um teólogo influente e escritor na Igreja Anglicana que foi bem respeitado durante os reinados do rei Carlos I e, após a Restauração, rei Carlos II. Seu trabalho teve pouca influência, no entanto, e foi só no Movimento Oxford do século XIX que ele passou a ser amplamente lido novamente.